# 반야바라밀다심경집해
반야바라밀다심경집해(般若波羅蜜多心經輯解)는 서울특별시 서초구에 있는 조선시대의 불경이다. 2018년 10월 18일 서울특별시의 유형문화재 제427호로 지정되었다.

## 지정사유
부훤당(負暄堂) 소부(素夫)가 유불도 삼가(三家)의 입장에서 <반야심경>에 집해(輯解)를 부친 것을 저본으로 1568년 평안도 백운사(白雲寺) 설암(雪岩)에서 간선 일웅(一雄)이 주관으로 개판한 목판본 1책이다. 이 경은 수백 년에 걸쳐서 편찬된 반야경전의 중심 사상을 277자로 함축한 불경으로 불교의 모든 경전 중 가장 짧으나, 한국불교의 모든 의식(儀式) 때 반드시 독송된다.
권수에는 부훤당 소부(素夫)가 쓴 서문이, 권말에는 휴휴암(休休庵)의 일여(一如)가 쓴 발문이 수록되어 있어 찬술에 대한 정보를 알 수 있다. 또한 간기를 통해 이 책이 1568년 평안도 양덕현 청룡산에 소재하였던 백운사(白雲寺)의 설암(雪岩)에서 간행된 사실이 확인된다. 현재 동일본이 유일하게 연세대 도서관에만 소장되어 있는 것으로 파악되고 있어 문화재 및 학술적 가치가 높기에 시 유형문화재로 지정하기에 충분하다.

## 조사보고서
이 책은 부훤당(負暄堂) 소부(素夫)가 유불도 삼가(三家)의 입장에서 <반야심경>에 집해(輯解)를 부친 것을 저본으로 1568년 평안도 백운사(白雲寺) 설암(雪岩)에서 간선 일웅(一雄)이 주관으로 개판한 목판본 1책이다.
'반야심경'이란 의미는 '지혜의 빛에 의해서 열반의 완성된 경지에 이르는 마음의 경전'으로 풀이할 수 있다. '심(心)'은 일반적으로 심장(心臟)으로 번역되는데, 이 경전이 크고 넓은 반야계(般若系) 여러 경전의 정수를 뽑아내어 응축한 것이라는 뜻을 포함하고 있다.
이 경전의 한역본으로는 현장(玄奘)의 역본이 가장 많이 읽히고 있는데, 그의 번역에 의한 "색즉시공 공즉시색(色卽是空 空卽是色)"은 널리 알려진 구절이다. 그 내용은 사제(四諦), 팔정도(八正道), 오온(五蘊), 십팔경계(十八境界), 십이연기(十二緣起), 지(智)와 득(得) 등 일체의 관념과 객관적 존재를 본질적인 관점에서 공무(空無)라고 밝히고 있다.
이 경은 수백 년에 걸쳐서 편찬된 반야경전의 중심 사상을 277자로 함축한 불경으로 불교의 모든 경전 중 가장 짧으나, 한국불교의 모든 의식(儀式) 때 반드시 독송되고 있다. 경전의 끝에는 본문의 내용을 총괄적으로 신비롭게 나타낸 진언(眞言)인 "아제아제 바라아제 바라승아제 보리 사바하(揭諦揭諦 波羅揭諦 波羅僧揭諦 菩提 娑婆訶)"가 있다. 예로부터 진언은 그 신비성을 깨뜨릴 우려가 있다고 하여 번역하지 않고 음역하였다.
현재 알려지고 있는 이 <반야심경>에 대한 한국인의 주석서로는 신라시대 원측의 <반야심경소 般若心經疏> 1권과 <반야바라밀다심경찬 般若波羅蜜多心經贊> 1권, 원효(元曉)의 <반야심경소> 1권, 태현(太賢)의 <반야심경고적기 般若心經古迹記> 1권과 <반야심경주 般若心經註> 2권 등이 있으나, 현존본은 원측의 <반야심경소> 1권 뿐이다.
그러나 이 책을 집해한 부훤당(負暄堂) 소부(素夫)에 대해서는 그 존재가 확인되지 않고 있으나, 권말의 발문을 쓴 일여(一如)가 명대초기 승려인 사실로 보아 중국 승려로 보아 한국에서 찬술한 주해서는 아닌 것으로 판단된다.
조사 대상본의 서지적 특징을 살펴보면, 근래 5침으로 새로 개장한 것으로 보아 간행 후에 불복에서 수습한 복장본으로 보이며 책의 크기는 26.0×16.5 cm이다. 반엽을 기준으로 사주단변으로 반곽의 크기는 16.3×14.0 cm이며, 행자수(行字數)는 10행에 대자[經文] 7자, 소자[註解]12자로 구성되어 있다. 중앙의 판심부에는 대흑구와 흑어미가 서로 내향하고 있으며, 어미 사이에 판심제 '心'와 장수(張數)가 표시되어 있다.
이 책의 권수에는 부훤당 소부(素夫)가 쓴 서문이, 권말에는 휴휴암(休休庵)의 일여(一如)가 쓴 발문이 수록되어 있어 찬술에 대한 정보를 알 수 있다. 특히 발문에 이어서 간기가 기록되어 있어 간행에 관한 중요한 정보도 제공하고 있다. 간기를 통해 이 책이 1568년 평안도 양덕현 청룡산에 소재하였던 백운사(白雲寺)의 설암(雪岩)에서 간행된 사실이 확인된다. 현재 동일본이 유일하게 연세대도서관에만 소장되어 있는 것으로 파악되고 있어 문화재 또는 학술적 가치가
높은 것으로 판단된다.
조사 대상본은 임난 이전에 평안도 사찰에서 간행된 판본이며, 현재까지 지정된 사례가 없는 귀중본으로 서울시 유형문화재로 지정할 만한 문화재적 가치가 충분한 것으로 판단되어 본 위원회에 지정을 상신하는 바이다.

## 갤러리

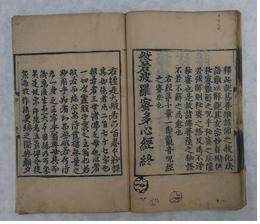
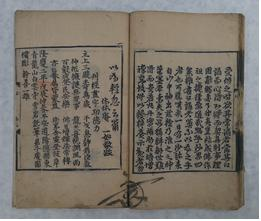

## 참고 문헌
- 반야바라밀다심경집해 - 국가유산청 국가유산포털